# 닉스타말
닉스타말(스페인어: nixtamal)은 닉스타말화 과정을 거친 옥수수 알갱이이다. 멕시코, 과테말라, 엘살바도르 등 메소아메리카 음식에서 닉스타말을 갈아 마사를 만들며, 멕시코에서는 크고 흰 옥수수 품종을 닉스타말로 만들어 포솔레에 넣어 먹는다. 미국 요리에서도 호미니(영어: hominy)라 불리며 쓰인다.

## 같이 보기
- 닉스타말화
- 마사